# Landtagswahlkreis Märkischer Kreis I
Der Landtagswahlkreis Märkischer Kreis I ist ein Landtagswahlkreis im Nordrhein-Westfälischen Märkischen Kreis. Er umfasst die Gemeinden Altena, Iserlohn, Nachrodt-Wiblingwerde und Werdohl.
Zur Landtagswahl 2005 erweiterte man das Gebiet des bisherigen Wahlkreises Märkischer Kreis III der Stadt Iserlohn und der Gemeinde Nachrodt-Wiblingwerde um die Gemeinden Altena und Werdohl. Diese bildeten bisher (1980 bis 2000) zusammen mit Herscheid, Meinerzhagen und Plettenberg den Wahlkreis Märkischer Kreis I.

## Landtagswahl 2022
Wahlberechtigt waren 94.858 Einwohner, von denen sich 48,8 % an der Wahl beteiligten.
| Direktkandidat       | Partei   | Erststimmen in % | Zweitstimmen in % |
| -------------------- | -------- | ---------------- | ----------------- |
| Anja Ihme            | SPD      | 29,5             | 27,6              |
| Thorsten Schick      | CDU      | 41,5             | 38,6              |
| John Haberle         | GRÜNE    | 10,2             | 12,5              |
| Alexander Lilienbeck | FDP      | 4,2              | 5,2               |
| Nancy Wolff          | LINKE    | 2,4              | 2,0               |
| Klaus Laatsch        | AfD      | 6,9              | 7,2               |
| –                    | Sonstige | 5,3              | 6,9               |

## Landtagswahl 2017
Wahlberechtigt waren 98.363 Einwohner, von denen sich 61,3 % an der Wahl beteiligten.
| Direktkandidat        | Partei   | Erststimmen in % | Zweitstimmen in % |
| --------------------- | -------- | ---------------- | ----------------- |
| Michael Scheffler     | SPD      | 34,9             | 32,4              |
| Thorsten Schick       | CDU      | 39,4             | 33,6              |
| Oliver Held           | GRÜNE    | 3,7              | 3,9               |
| Detlef Köpke          | FDP      | 7,2              | 11,2              |
| Hans Immanuel Herbers | PIRATEN  | 1,8              | 1,0               |
| Manuel Huff           | LINKE    | 5,1              | 4,4               |
| Alexander Langguth    | AfD      | 7,8              | 9,7               |
| –                     | Sonstige | –                | 3,8               |

Neben dem Wahlkreisabgeordneten Thorsten Schick (CDU), der den Wahlkreis nach sieben Jahren von der SPD zurückgewinnen konnte, wurde der AfD-Direktkandidat Alexander Langguth über Platz der Landesliste seiner Partei gewählt. Langguth verließ Partei und Fraktion aber bereits am 27. September 2017 und gehört dem Landtag nunmehr als fraktionsloser Abgeordneter an. Der bisherige Wahlkreisabgeordnete Michael Scheffler (SPD) schied aus dem Landtag aus, da sein Platz 42 auf der SPD-Landesliste nicht für den Wiedereinzug ausreichte.

## Landtagswahl 2012
Wahlberechtigt waren 118.957 Einwohner.
| Direktkandidat    | Partei   | Erststimmen in % | Zweitstimmen in % |
| ----------------- | -------- | ---------------- | ----------------- |
| Thorsten Schick   | CDU      | 33,9             | 26,6              |
| Michael Scheffler | SPD      | 45,4             | 42,2              |
| Kai Olbrich       | GRÜNE    | 5,5              | 7,9               |
| Detlef Köpke      | FDP      | 3,8              | 7,5               |
| Manuel Huff       | LINKE    | 2,8              | 2,6               |
| Hugo Trawny       | PIRATEN  | 8,7              | 8,4               |
| –                 | Sonstige | –                | 4,9               |

## Landtagswahl 2010
Wahlberechtigt waren 103.498 Einwohner.
| Direktkandidat    | Partei               | Erststimmen in % | Zweitstimmen in % |
| ----------------- | -------------------- | ---------------- | ----------------- |
| Thorsten Schick   | CDU                  | 39,0             | 35,1              |
| Michael Scheffler | SPD                  | 40,6             | 36,4              |
| Kai Olbrich       | GRÜNE                | 5,8              | 8,4               |
| Manuel Huff       | LINKE                | 5,6              | 6,2               |
| Anne Hermes       | FDP                  | 3,7              | 5,7               |
| Timo Pradel       | NPD                  | 2,0              | 1,4               |
| Stefan Bien       | PIRATEN              | 1,4              | 1,5               |
| Michael Siethoff  | Die Tierschutzpartei | 1,3              | 1,1               |
| Frank Pürschel    | Einzelbewerber       | 0,5              | -                 |

## Landtagswahl 2005
Wahlberechtigt waren 105.487 Einwohner.
| Direktkandidat        | Partei         | Stimmen in % |
| --------------------- | -------------- | ------------ |
| Michael Scheffler     | SPD            | 37,8         |
| Thorsten Schick       | CDU            | 46,0         |
| Gisela Schlieper      | FDP            | 5,5          |
| Elke Olbrich-Tripp    | GRÜNE          | 3,9          |
| Detlef Schmidt        | REP            | 1,1          |
| Jürgen Karbe          | PDS            | 0,9          |
| Norbert Höhne         | BüSo           | 0,3          |
| Timo Pradel           | NPD            | 1,5          |
| Michael Klöpper       | ödp            | 0,2          |
| Oda von Mohrenschildt | WASG           | 2,3          |
| Frank Pürschel        | Einzelbewerber | 0,5          |